# Ibn Hadschar al-ʿAsqalānī
Ibn Hadschar al-ʿAsqalānī, mit vollständigem Namen Schihāb ad-Dīn Ahmad ibn ʿAlī ibn Muhammad al-Kinānī al-ʿAsqalānī / شهاب الدين أحمد بن علي بن محمد الكناني العسقلاني / Šihāb ad-Dīn Aḥmad b. ʿAlī b. Muḥammad al-Kinānī al-ʿAsqalānī (geboren 1372; gestorben im Februar 1449 in Kairo), war einer der bedeutendsten Wissenschaftler der islamischen Gelehrsamkeit, bekannter Hadith-Wissenschaftler und Traditionarier, Historiker, Qādī von Ägypten und Professor an der Azhar-Universität in Kairo.

## Leben
Seine Familie stammte aus ʿAsqalān – heute Aschkelon – nördlich von Gaza-Stadt an der Mittelmeerküste. Nach der Zerstörung der Stadt durch Saladin im Jahre 1191 floh die muslimische Bevölkerung nach Syrien und Ägypten. Die jüdische Bevölkerung wanderte damals nach Jerusalem aus. Die Vorfahren von Ibn Hadschar ließen sich zunächst in Alexandria, dann in Kairo nieder. Den Ursprung des Namens „Ibn Hadschar“ konnte sich der Wissenschaftler in seinen eigenen Büchern nicht erklären. Wahrscheinlich entstand dieser Beiname, unter dem er berühmt wurde, schon in der Generation seines Großvaters. Nach dem frühen Tod seines Vaters wurde er von Verwandten in Fustat (Alt-Kairo) erzogen. Schon im Alter von elf Jahren begab er sich auf die Pilgerfahrt und blieb noch ein weiteres Jahr in Mekka, um dort Hadith-Wissenschaften zu studieren. Nach 1384 studierte er in Kairo und in Palästina, um dann zwischen 1396 und 1399 in Zabid im Jemen und in Mekka an den Vorlesungen der damaligen Gelehrtengrößen teilzunehmen. Nach einem kurzen Aufenthalt in Damaskus begab er sich über Mekka wieder in den Jemen und nach Aden.
Nach 1403 lebte er bis zu seinem Tode in Kairo und unterrichtete Hadith und Fiqh. Im Jahre 1421 wurde er zum stellvertretenden Ober-Qādī und dann zum Ober-Qādī über Ägypten und Syrien ernannt. Dieses hohe Amt hatte er – mit einigen Unterbrechungen – bis zu seinem Lebensende inne. Gleichzeitig bekleidete er weitere Ämter. Er war Imam sowohl in der Azhar als auch in der ältesten Moschee des Landes, benannt nach dem Eroberer Ägyptens ʿAmr ibn al-ʿĀs in Fustat. Als Bibliothekar verwaltete er die reichhaltige Sammlung der Madrasa al-Mahmudiya in Kairo. Viele dieser von ihm katalogisierten Handschriften mit seinen eigenhändigen Vermerken sind heute in der Azhar-Bibliothek erhalten.

## Werke

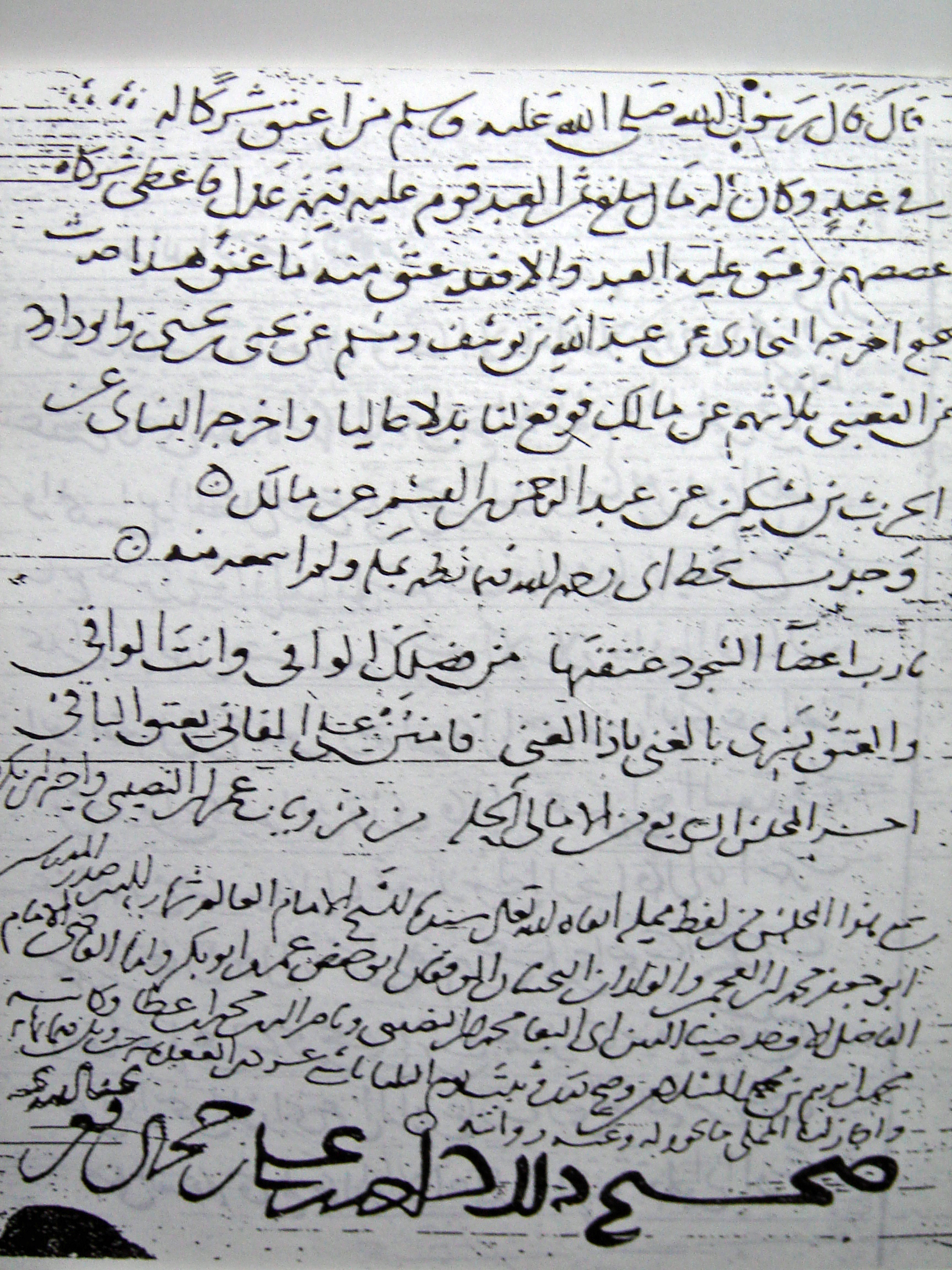
In der letzten Zeile die Bestätigung der Überlieferungsrechte durch Ibn Hadschar

- Fath al-bārī bi-scharh Sahīh al-Buchārī / فتح الباري بشرح صحيح البخاري / Fatḥu ʾl-bārī bi-šarḥ Ṣaḥīḥi ʾl-Buḫārī / ‚Der Sieg des Schöpfers in der Erläuterung des „Sahīh“ von al-Buchārī‘

Dieser umfassende Kommentar zum genannten Werk von al-Buchārī ist das Lebenswerk von Ibn Hadschar. In der Einleitung seines dreizehn Bände umfassenden Kommentars führt er diejenigen Werkrezensionen des „Sahīh“ an, zu denen er anhand der angegebenen Isnade die Überlieferungsrechte besaß. Denn, so Ibn Hadschar, Isnade – in diesem Fall die Überlieferungswege eines Buches – sind „die Genealogie der Bücher“, deren genaue Kenntnis unabdingbar sei. Er zitiert jeden Satz und alle im „Sahīh“ angeführten Hadithe im Wortlaut, um zunächst ihre von al-Buchārī angegebenen Überlieferungswege zu analysieren und dann die Inhalte der betreffenden Traditionen juristisch, theologisch, historisch und philologisch zu erörtern. Dabei bedient sich Ibn Hadschar eines umfangreichen Materials seiner Vorgänger aus den ersten Jahrhunderten islamischer Gelehrsamkeit, die ihm unmittelbar zur Verfügung standen.
- Tahdhīb tahdhīb al-kamāl fī asmāʾ ar-ridschāl / تهذيب تهذيب الكمال في أسماء الرجال / Tahḏību tahḏībi ʾl-kamāl fī asmāʾi ʾr-riǧāl / ‚Zusammenfassung der Erweiterung des Vollständigen über der Namen der Überlieferer‘ – kurz auch Tahdhīb at-tahdhīb genannt.

Es ist die Zusammenfassung des fünfunddreißig Bände umfassenden biographischen Werkes von al-Mizzī. Es ist anzumerken, dass Ibn Hadschar den Begriff tahdhīb تهذيب in dessen zwei Bedeutungen verwendet: sein Werk ist eine Zusammenfassung, während der Begriff bei al-Mizzī im Sinne von Erweiterung zu verstehen ist. Das Wort „Kamāl“ („das Vollständige“) wiederum steht für das biographische Werk von Al-Maqdisī, das erstmals durch al-Mizzī in seinem oben genannten Werk wesentlich erweitert wurde. Das Grundwerk al-Kamāl fī maʿrifat asmāʾ ar-ridschāl von al-Maqdisī ist erstmals 2016 in Kuwait publiziert worden.
- Lisān al-mīzān / لسان الميزان / ‚Die Zunge der Waage‘

ist ein weiteres biographisches Werk über Hadith-Überlieferer, die im Tahdhīb nicht genannt worden sind. Das Werk hat der Verfasser 1443 abgeschlossen. Es liegt in mehreren Ausgaben in sechs Bänden vor, die erste Ausgabe ist in Hyderabad 1319–1321 erschienen.
- ad-Durar al-kāmina fī aʿyān al-miʾa ath-thāmina / الدرر الكامنة في أعيان المائة الثامنة / ad-Durar al-kāmina fī aʿyāni ʾl-miʾati ʾṯ-ṯāmina / ‚Die verborgenen Perlen unter den bedeutenden Persönlichkeiten des achten Jahrhunderts‘

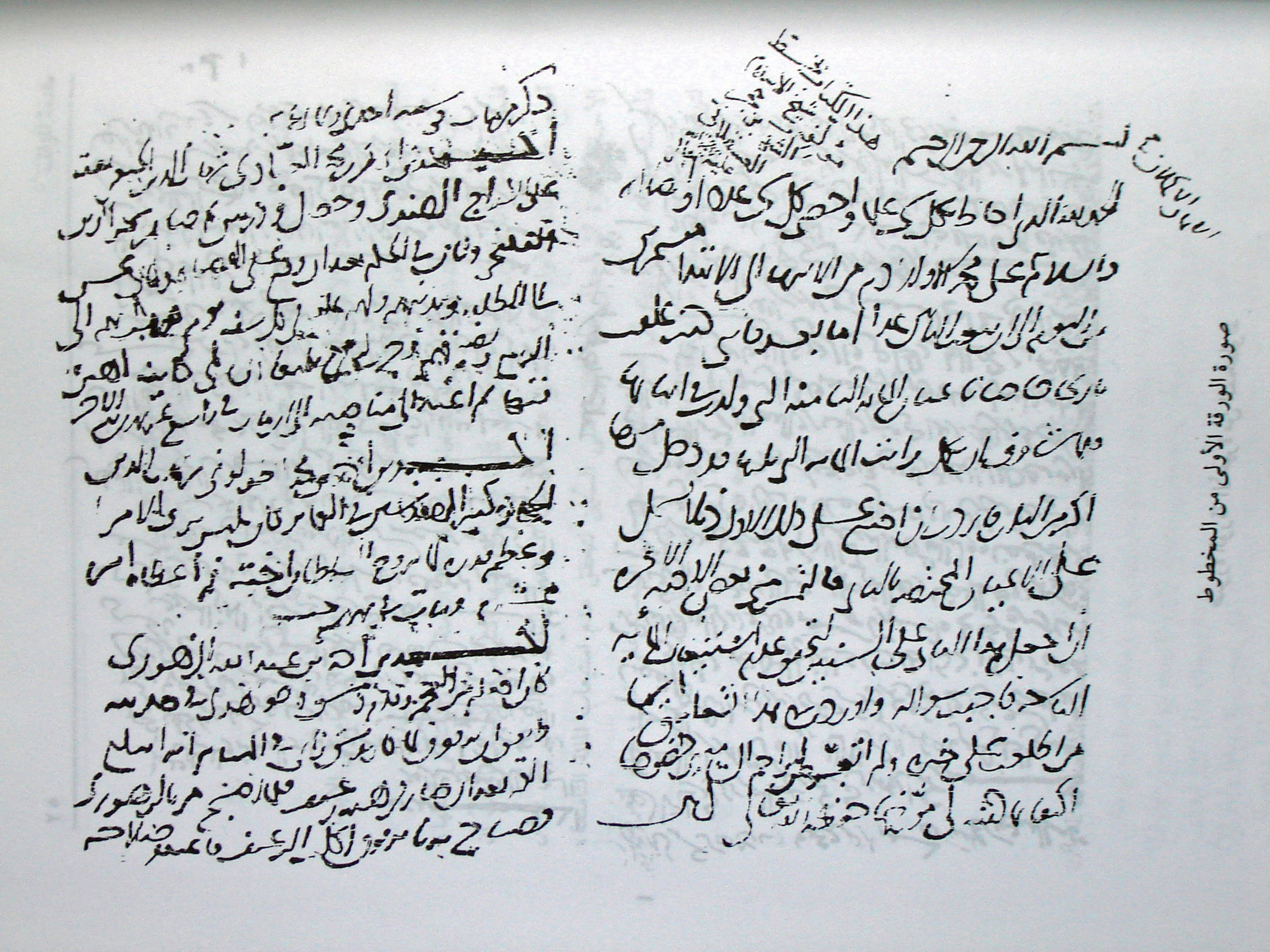
Autograph von Ibn Hadschar (15. Jahrhundert)

In dieser umfassenden Gelehrtenbiographie führt der Verfasser die Hadithgelehrten, Politiker, Sekretäre und andere bekannte Persönlichkeiten seiner Epoche, darunter viele Zeitgenossen an. Dabei wertet er zahlreiche Schriften seiner unmittelbaren Vorgänger von Syrien bis al-Andalus, darunter die Universalgeschichte von Ibn Chaldun, aus. Im ersten Teil dieses Werkes nennt er 5323 Persönlichkeiten. In einem dazu verfassten Supplementband adh-dhail / الذيل / aḏ-ḏail / ‚Supplement; Appendix‘, der als Autograph in der Azhar-Bibliothek, wo Ibn Hadschar bis Ende seines Lebens gewirkt hatte, vorliegt, nennt er weitere 639 Persönlichkeiten des öffentlichen Lebens seiner Zeit. Die Eintragungen beginnen mit dem Jahr 1399 und enden mit dem Jahr 1419.
- al-isāba fī tamyīz as-sahāba / الإصابة في تمييز الصحابة / al-iṣāba fī tamyīzi ʾṣ-ṣaḥāba / ‚Der Treffer bei der Unterscheidung der Prophetengefährten‘

Dieses Werk, das seit der Erstedition durch den Orientalisten Aloys Sprenger (Calcutta 1854–1888) in vier Bänden im Orient mehrfach neu aufgelegt wurde, widmet sich ausschließlich der Lebensbeschreibung der Gefährten Mohammeds (sahaba) in alphabetischer Aufzählung ihrer Namen. Der Verfasser wertet in diesem biographischen Lexikon zahlreiche Bücher aus den ersten Jahrhunderten des Islams aus, darunter das Kitab ar-ridda des Historikers Wathima b. Musa (gest. 851), das heute nicht mehr vorliegt.
- al-muʿdscham al-mufahras / المعجم المفهرس / al-muʿǧamu ʾl-mufahras / ‚Gelehrtenlexikon‘

ist eine Sammlung von Werktiteln, zu denen Ibn Hadschar die direkten Überlieferungsrechte erhalten hatte: entweder durch die Vorlesung des Buches durch seinen Lehrmeister (schaich) oder durch ihn selbst oder durch einen anderen Schüler, aber in seinem Beisein. Auf den Werktitel folgt die Angabe der Isnade, das heißt die genaue Angabe des Überlieferungsweges über Generationen bis zum Verfasser des betreffenden Buches. Dieses Buch als eine eigenständige Gattung der Gelehrtenbiographie ist unter unterschiedlichen Titeln bekannt; es ist erstmals im Jahre 1999 im Druck erschienen. Die Anordnung des Buches entspricht den islamischen Wissenschaftsdisziplinen und beginnt mit der Aufzählung und Überlieferung der Hadith-Sammlungen, Koranexegese, Geschichtsschreibung, Philosophie, Theologie und endet mit der Poesie. Solche Werke nannte man auch Fahrasa/Fihrist فهرسة, فهرست / ‚Verzeichnis‘. Der Verfasser stellt darin diejenigen Schriften zusammen, die er während seines Studiums in der von ihm genau beschriebenen Werküberlieferung von seinen Lehrern erhalten hat.
- al-madschmaʿ al-muʾassas lil-muʿdscham al-mufahras / المجمع المؤسس للمعجم المفهرس / al-maǧmaʿ al-muʾassas li-ʾl-muʿǧam al-mufahras

ist ein weiteres fahrasa-Werk, wie man solche Sammlungen wegen ihrer unterschiedlichen Betitelung in der Fachliteratur im Allgemeinen zu bezeichnen pflegt, in dem die Namen seiner Lehrmeister und die Titel der von ihnen erworbenen Bücher, oft mit Orts- und Zeitangabe zusammengestellt sind. Im Werk sind auch Gelehrte angeführt, zu denen der Verfasser kein eigentliches Lehrer-Schüler-Verhältnis, sondern nur einen wissenschaftlichen Kontakt hatte.
- al-Amālī al-halabiyya / الأمالي الحلبية / al-Amālī ʾl-ḥalabiyya / ‚Die Diktate von Aleppo‘

ist ein kleines Heft in der Handschriftensammlung von Alexandria, welches Hadithe enthält, die Ibn Hadschar al-ʿAsqalānī im Jahre 1432 in der Hauptmoschee von Aleppo diktiert und erörtert hatte. Auf dem letzten Blatt bestätigt Ibn Hadschar eigenhändig die Richtigkeit der Überlieferungsrechte. Solche Diktate waren wesentlicher Bestandteil des islamischen Lehrbetriebs seit dem frühen 9. Jahrhundert.
- al-adschwiba al-dschaliya ʿan al-asʾila al-halabiya / الأجوبة الجلية عن الأسئلة الحلبية / al-aǧwiba al-ǧalīya ʿani ʾl-asʾila al-ḥalabīya / ‚Die klaren Antworten auf die Fragen aus Aleppo‘.

Ein Zeitgenosse von Ibn Hadschar in Aleppo stellt in dieser kleinen Arbeit 39 Fragen über inhaltliche Einzelheiten einiger Hadithe bei al-Buchari, die dann der Verfasser nach Eingang der Fragen aus Aleppo in einer Kurzfassung beantwortet, da die Materie bereits in seinem umfangreichen Kommentar zu al-Buchārī (siehe oben) eingehend erörtert worden ist. Die Druckausgabe dieser Antworten geht auf eine in Mekka hergestellte Abschrift aus dem späten 15. Jahrhundert zurück.
- inbāʾ al-ghumr bi-abnāʾ al-ʿumr / إنباء الغمر بأبناء العمر / inbāʾu ʾl-ġumr bi-abnāʾi ʾl-ʿumr / ‚Nachrichten über bekannte Söhne der Epoche‘ ist eine politische und literarische Geschichte Syriens und Ägyptens zwischen 1371 und 1446. Das Werk liegt in zwei Bänden unvollständig vor.[11]

- Auf Wunsch seiner Schüler hat Ibn Hadschar zwei kurze Traktate verfasst; der eine ist dem ägyptischen Gelehrten al-Laith ibn Saʿd († 791)[12] gewidmet, in dem er neben einer Kurzbiographie die wissenschaftliche Stellung und die von al-Laith überlieferten bekanntesten Hadithe darstellt:

- الرحمة الغيثية بالترجمة الليثيّة / ar-raḥma al-ġayṯiyya bi-t-tarǧama al-layṯiyya

Der zweite Traktat behandelt das Leben und Wirken des Schulgründers asch-Schāfiʿī:
- توالي التأسيس بمعالي ابن ادريس / tawālī at-taʾsīs bi-maʿālī Bni Idrīs

Beide Arbeiten sind in einem Band 1994 in Kairo erschienen.

## Wirkung
Sein Schüler, der berühmte Traditionarier und Biograph Schams ad-Dīn as-Sachāwī (gest. 1497), hat das Leben und Wirken seines Lehrers Ibn Hadschar in drei Bänden dargestellt: al-Dschawāhir wa-ʾd-durar tardschamat schaich al-islām Ibn Hadschar / الجواهر والدرر ترجمة شيخ الإسلام ابن حجر / al-Ǧawāhir wa-ʾd-durar tarǧamat šaiḫi ʾl-islām Bni Ḥaǧar / ‚Edelsteine und Perle; die Biographie des Schaichs des Islam Ibn Hadschar‘ zusammengefasst.